# دونا نلسون (نقاش)
دونا نلسون (متولد ۱۹۴۷) نقاش آمریکایی است که بیشتر به خاطر آثار غوطه‌ورانه، ژست‌ای و عمدتاً انتزاعی با استفاده از مواد، فرایندها و قالب‌های غیرمتعارف برای برهم زدن مفاهیم متعارف نقاشی و بیننده شناخته می‌شود. نلسون متوجه می‌شود که هر کاری انجام می‌دهد، جز اینکه خانه‌اش را به آتش بکشد تا نقاشی قلدرانه را با فصاحت تازه‌ای که به تازگی پراکنده شود از سال ۲۰۰۲، مدت‌ها قبل از اینکه به یک عمل رایج‌تر تبدیل شود، نلسون نقاشی‌های مستقل و دو طرفه‌ای را تولید کرده‌است که تجربه‌ای پیچیده‌تر و آگاهانه از تماشا را ایجاد می‌کند.

نلسون در سطح ملی و بین‌المللی از جمله نمایش‌های انفرادی در موزه هنر ودرسپون و موزه تانگ (بررسی، ۲۰۱۸) و نمایشگاه‌های گروهی در موزه هنر معاصر آلدریچ، موزه هنر رز، گالری مری بون و هنرهای زیبای مارلبرو به نمایش گذاشته‌است. نقاشی‌های دو طرفه او که در دوسالانه ویتنی ۲۰۱۴ به نمایش درآمدند، به‌طور گسترده‌ای شناخته شدند و برخی از «محرمانه‌ترین آثار» نمایش توسط هنر در آمریکا تلقی شدند. نلسون برنده بورسیه گوگنهایم (1994) شده‌است و آثار او در مجموعه‌های عمومی متعددی از جمله موزه هنر متروپولیتن، موزه سولومون آر. گوگنهایم و موزه هنرهای زیبای بوستون قرار دارند. او در لنزدیل، پنسیلوانیا زندگی می‌کند و استاد نقاشی و طراحی در مدرسه هنر تایلر در دانشگاه تمپل است که از سال ۱۹۹۱ در آنجا تدریس کرده‌است.

## زندگی و شغل
نلسون در سال ۱۹۴۷ در گراند آیلند، نبراسکا به دنیا آمد و در دانشگاه ایالتی اوهایو تحصیل کرد. در پاییز ۱۹۶۷، او برای شرکت در برنامه مطالعاتی مستقل موزه ویتنی که به تازگی تشکیل شده بود، به شهر نیویورک نقل مکان کرد. پس از بازگشت به اوهایو برای تکمیل BFA خود در سال ۱۹۶۸، او به منهتن پایین نقل مکان کرد و یک انبار در جایی که اکنون سوهو نام دارد اجاره کرد. پنج سال بعد، او به محله دیگری در محله آینده ترایبکا نقل مکان کرد. تا سال ۱۹۷۱، او در نمایش‌های برجسته ای مانند «بیست و شش زن هنرمند معاصر» که توسط لوسی لیپارد در موزه آلدریچ سرپرستی می‌شد، و «ده هنرمند جوان» در موزه گوگنهایم به نمایش درآمد. منتقدان گریس گلوک و هیلتون کرامر به ترتیب به کار او در نقدهای نیویورک تایمز دربارهٔ این دو نمایش اشاره کردند. در سال ۱۹۷۴، موزه ویتنی او را در نمایشگاه «انتزاع مداوم در هنر آمریکایی» گنجاند. اولین نمایش انفرادی او در گالری رزا آسمان در خیابان ۵۷ در سال ۱۹۷۵ دنبال شد.
در دهه‌های ۱۹۸۰ و ۱۹۹۰، نلسون در موزه‌ها، دانشگاه‌ها و گالری‌های همیلتون و مایکل کلاین در نیویورک به نمایش گذاشت. او در سال ۱۹۹۶ به فیلادلفیا نقل مکان کرد تا در مدرسه هنر تایلر به تدریس ادامه دهد. نلسون به‌طور فعال در نیویورک، در چیم و بخوانید و گالری توماس اربن، که از سال ۲۰۰۶ او را نمایندگی می‌کند، به نمایش خود ادامه داده.

## کار اولیه: ۱۹۶۰–۱۹۹۰
هنر اولیه نلسون انتزاع هندسی مبتنی بر شبکه را از طریق حالت‌های شهودی و سیستماتیک ساخت تصویری بررسی کرد. منتقدان آن را به دلیل درک سبک، رنگ ظریف، و قرابت با هنر اگنس مارتین و السورث کلی مورد توجه قرار دادند.